# Szklarka Śląska
Szklarka Śląska (deutsch Neuhütte) ist eine Ortschaft mit einem Schulzenamt der Landgemeinde Sośnie im Powiat Ostrowski der Woiwodschaft Großpolen in Polen.

## Geschichte

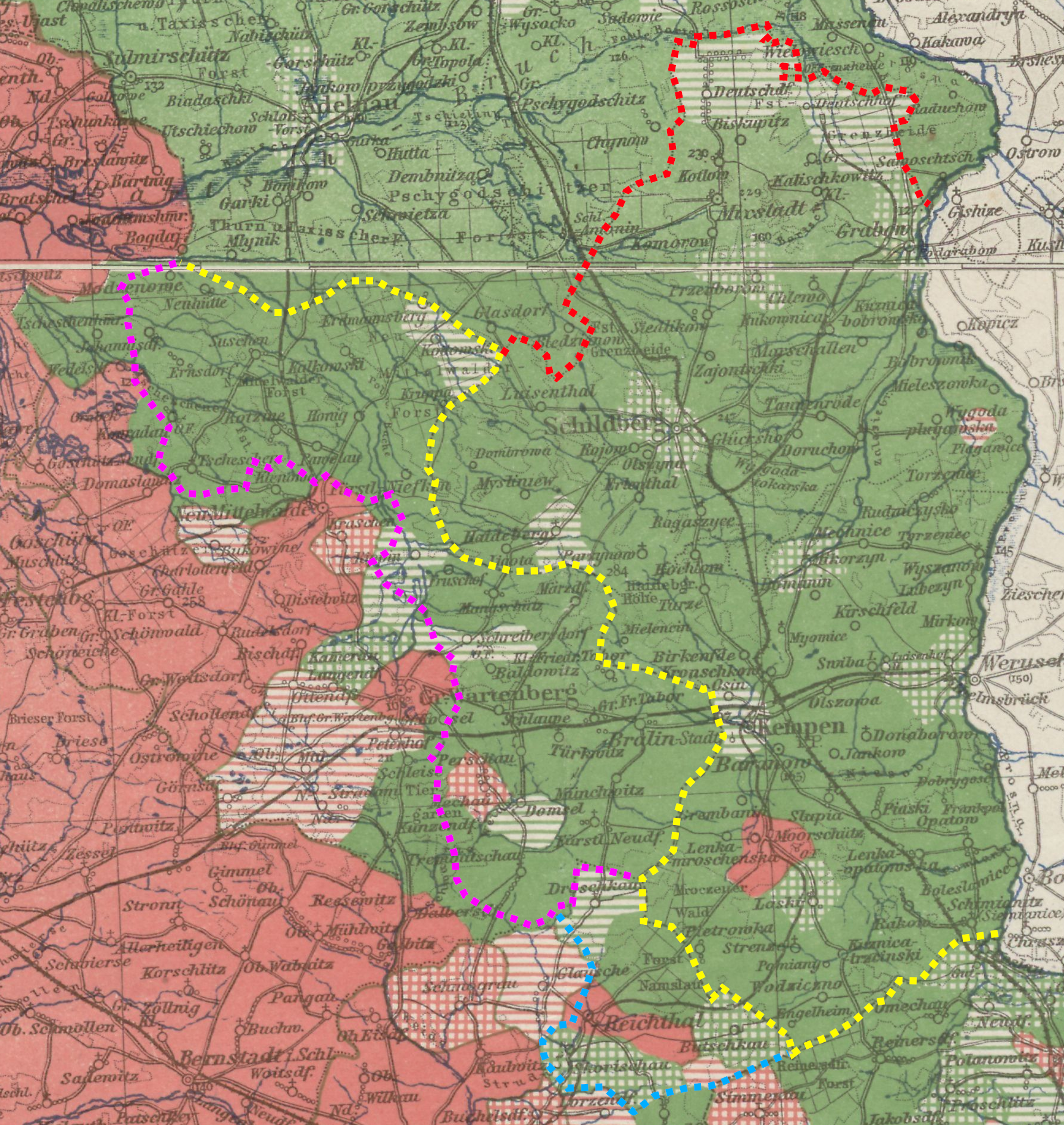
Sprachkarte aus dem Jahr 1910: Gelbe gestrichelte Linie: schlesisch-großpolnische Grenze, rosarote gestrichelte Linie: neue Grenze aus dem Jahr 1920

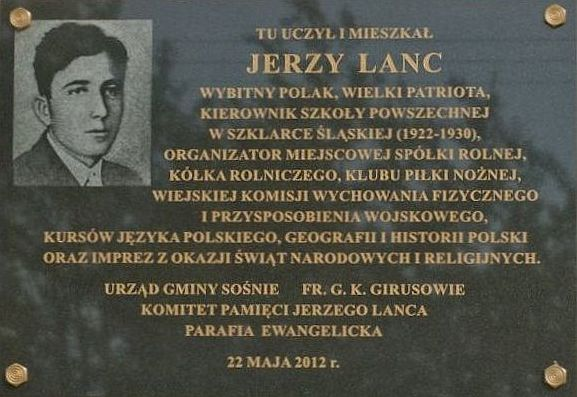
Plakette über Jerzy Lanc in Szklarka Śląska

Der Ort in den Medziborer (etwa „zwischen Wäldern“) Gütern der Familie Leszczyński am nordöstlichen Rande Niederschlesiens im bewaldeten Grenzbereich zu Großpolen wurde vor dem Jahr 1800 erwähnt. Der deutsche sowie polnische Ortsname ist nach einer Glashütte benannt. Um 1830 hieß der Ort Sklarka Medziborska sowie Glashutte Medzibor. In der Zwischenkriegszeit wurde das Adjektiv Śląska (schlesisch) im polnischen Namen hinzugefügt, um es vom benachbarten großpolnischen Szklarka Myślniewska zu unterscheiden.
Die wasserpolnischsprachigen Protestanten in der Umgebung gehörten zunächst der evangelischen Pfarrgemeinde in Międzybórz (ab 1886 Neumittelwalde), 1895 wurde eine evangelische Kirche in Sośnie gebaut.
Neuhütte gehörte von 1818 bis 1920 dem schlesischen Landkreis Groß Wartenberg an. Mit dem überwiegend polnischsprachigen Ostteil des Landkreises wurde Szklarka Śląska zum 10. Januar 1920 infolge des Versailler Vertrags vom Deutschen Reich an das wiedergegründete Polen abgetreten. Seitdem ist Szklarka Śląska mit der Woiwodschaft Posen bzw. Großpolen verbunden, zunächst im Powiat Odolanowski, ab 1932 im Powiat Ostrowski.
Im Jahr 1921 gab es in der Gemeinde Szklarka im Powiat Odolanów 95 Häuser mit 537 Einwohnern, 289 hielten sich für polnischer (davon 142 im Vorwerk Żabnik und 104 in der Siedlung, heute das separate Dorf, Możdżanów) und 248 für deutscher Nationalität (davon 242 im Dorf Szklarka), 422 waren evangelisch, 115 römisch-katholisch.
Im Jahre 1922 wurde Jerzy Lanc aus Kostkowice im Teschener Schlesien zum Leiter der polnischen Volksschule. Für die Erwachsene aus der Umgebung organisierte er auch Kurse der polnischen Sprache, Geographie und Geschichte Polens. Im Jahre 1930 richteten Polen im Abbau Lonk im masurischen Piasutno, damals deutschen Piassuten, eine Minderheitenschule ein, in der er ab 1931 als Lehrer unterrichtete. Es kam zu Spannungen zwischen Deutschen und Polen, die zwar durch Eingreifen der Regierung in Allenstein beendet werden konnten, aber nicht den – vielleicht sogar gewaltsamen – Tod von Jerzy Lanc verhinderten. Er wurde im evangelischen Friedhof in Szklarka Śląska begraben. Bis heute ist Lanc in der Gemeinde verehrt. Nach ihm wurden die Straßen in Sośnie, Olsztyn, Szczytno, Kętrzyn und Świętajno benannt.
Beim Überfall auf Polen 1939 wurde das Gebiet von den Deutschen besetzt und dem Landkreis Ostrowo im Reichsgau Wartheland zugeordnet. Nach dem Krieg verließ die Mehrheit der evangelischen Dorfbevölkerung den Ort. Der evangelische Friedhof ist verlassen und verfallen.
Von 1975 bis 1998 gehörte Szklarka Śląska zur Woiwodschaft Kalisz.